# Eerste klasse (2021/2022)
Belgian Pro League 2021/2022 (nl: Eerste klasse; fr: Championnat de Belgique de football; de: Pro League) (oficjalnie znana jako Professional Football 1A, ze względów sponsorskich znana jako Jupiler Pro League ze względów sponsorskich) – 119. edycja najwyższej klasy rozgrywkowej piłki nożnej w Belgii. 
Brało w niej udział 16 drużyn, które w okresie od 23 lipca 2021 do 22 maja 2022 rozegrały w dwóch fazach 40 kolejek meczów. Tytuł mistrzowski obroniła drużyna Club Brugge, zdobywając trzeci tytuł z rzędu, a osiemnasty w swojej historii.

## Format rozgrywek
Rozgrywki składają się z dwóch faz. W pierwszej drużyny grają ze sobą dwukrotnie, raz u siebie i raz na wyjeździe. Po sezonie zasadniczym cztery najlepsze zespoły kwalifikują się do barażu, potocznie zwanego „Play-offs I”, o mistrzostwo i europejskie puchary. Drużyny z miejsc od 5 do 8 tworzą grupę „Play-offs II” i grają o baraż o Ligę Konferencyjnej Europy z czwartą drużyną Play-offs I. Nie dotyczy to sytuacji, gdy zdobywca Pucharu Belgii gra w grupie mistrzowskiej, wówczas wszystkie cztery drużyny z tej grupy kwalifikują się do rozgrywek europejskich, dzięki czemu zwycięzca Play-offs II zostaje bezpośrednio zakwalifikowany do Ligi Konferencji. Punkty zdobyte w sezonie zasadniczym zostają zmniejszone o połowę i zaokrąglone w górę. Zespoły ponownie spotykają się dwukrotnie, raz u siebie i raz na wyjeździe. Sezon 2022/23 to trzeci i ostatni sezon po reorganizacji ligi po COVID-19. Pro League powraca do „starego” formatu. Liczba drużyn zostaje zmniejszona z 18 do 16, dlatego z ligi spadają bezpośrednio trzy zespoły.

## Drużyny
| Uczestnicy poprzedniej edycji | Uczestnicy poprzedniej edycji | Uczestnicy poprzedniej edycji | Uczestnicy poprzedniej edycji |
| --- | ----------------------------- | ----------------------------- | ----------------------------- |
| CLB | Club Brugge                   | Brugia                        | 1                             |
| GNK | KRC Genk                      | Genk                          | 2                             |
| ANT | Royal Antwerp                 | Antwerpia                     | 3                             |
| AND | RSC Anderlecht                | Anderlecht                    | 4                             |
| KAA | KAA Gent                      | Gandawa                       | 5                             |
| KVM | KV Mechelen                   | Mechelen                      | 6                             |
| OOS | KV Oostende                   | Ostenda                       | 7                             |
| STL | Standard Liège                | Liège                         | 8                             |
| BEE | Beerschot VA                  | Antwerpia                     | 9                             |
| ZWA | SV Zulte Waregem              | Waregem                       | 10                            |
| OHL | OH Leuven                     | Heverlee                      | 11                            |
| EUP | KAS Eupen                     | Eupen                         | 12                            |
| CHA | Charleroi                     | Charleroi                     | 13                            |
| KVK | Kortrijk                      | Kortrijk                      | 14                            |
| STR | Sint-Truiden                  | Sint-Truiden                  | 15                            |
| CER | Cercle Brugge                 | Brugia                        | 16                            |
| Awans z Eerste klasse B |                               |                               |                               |
| USG | Union SG                      | Saint-Gilles                  | 1                             |
| po barażu |                               |                               |                               |
| SER | Seraing                       | Seraing                       | 2                             |
| Oznaczenia: - kolumna pierwsza – skróty nazw drużyn, - kolumna trzecia – siedziba klubu, - kolumna czwarta – miejsce zajęte w poprzednim sezonie. |                               |                               |                               |

## Faza zasadnicza

### Tabela
| Lp. | Drużyna            | M  | Z  | R  | P  | B+ | B– | +/– | Pkt | Kwalifikacja lub spadek |
| --- | ------------------ | -- | -- | -- | -- | -- | -- | --- | --- | ----------------------- |
| 1   | Royal Union SG (Z) | 34 | 24 | 5  | 5  | 78 | 27 | +51 | 77  | play-offs I             |
| 2   | Club Brugge        | 34 | 21 | 9  | 4  | 72 | 37 | +35 | 72  | play-offs I             |
| 3   | Anderlecht         | 34 | 18 | 10 | 6  | 72 | 36 | +36 | 64  | play-offs I             |
| 4   | Royal Antwerp      | 34 | 19 | 6  | 9  | 55 | 38 | +17 | 63  | play-offs I             |
| 5   | Gent               | 34 | 18 | 8  | 8  | 56 | 30 | +26 | 62  | play-offs II            |
| 6   | Royal Charleroi    | 34 | 15 | 9  | 10 | 55 | 46 | +9  | 54  | play-offs II            |
| 7   | Mechelen           | 34 | 15 | 7  | 12 | 57 | 61 | −4  | 52  | play-offs II            |
| 8   | Genk               | 34 | 15 | 6  | 13 | 66 | 47 | +19 | 51  | play-offs II            |
| 9   | Sint-Truiden       | 34 | 15 | 6  | 13 | 42 | 40 | +2  | 51  |                         |
| 10  | Cercle Brugge      | 34 | 12 | 9  | 13 | 49 | 46 | +3  | 45  |                         |
| 11  | OH Leuven          | 34 | 10 | 11 | 13 | 47 | 58 | −11 | 41  |                         |
| 12  | Oostende           | 34 | 10 | 7  | 17 | 34 | 61 | −27 | 37  |                         |
| 13  | Kortrijk           | 34 | 9  | 10 | 15 | 43 | 48 | −5  | 37  |                         |
| 14  | Standard Liège     | 34 | 9  | 9  | 16 | 32 | 51 | −19 | 36  |                         |
| 15  | Eupen              | 34 | 8  | 8  | 18 | 37 | 61 | −24 | 32  |                         |
| 16  | Zulte Waregem      | 34 | 8  | 8  | 18 | 42 | 69 | −27 | 32  |                         |
| 17  | Seraing (B, O)     | 34 | 8  | 4  | 22 | 30 | 68 | −38 | 28  | baraż o utrzymanie      |
| 18  | Beerschot (S)      | 34 | 4  | 4  | 26 | 33 | 76 | −43 | 16  | Challenger Pro League   |

1. ↑  Zwycięzca sezonu regularnego ma zapewniony występ w drugiej rundzie kwalifikacyjnej Ligi Konferencji Europy UEFA.

### Wyniki
| Gospodarz \ Gość | AND | ANT | BEE | CER | CHA | CLU | EUP | GNK | GNT | KVK | KVM | OHL | OOS | SER | STR | STA | USG | ZWA |
| ---------------- | --- | --- | --- | --- | --- | --- | --- | --- | --- | --- | --- | --- | --- | --- | --- | --- | --- | --- |
| Anderlecht       |     | 2–1 | 4–2 | 0–2 | 4–0 | 1–1 | 4–1 | 2–0 | 1–1 | 1–1 | 7–2 | 2–2 | 3–0 | 3–0 | 2–0 | 1–1 | 1–3 | 3–2 |
| Royal Antwerp    | 2–0 |     | 2–1 | 1–1 | 3–0 | 1–1 | 4–2 | 4–2 | 1–0 | 0–1 | 1–2 | 2–2 | 3–0 | 2–1 | 1–1 | 2–3 | 0–2 | 1–0 |
| Beerschot        | 0–7 | 0–1 |     | 0–1 | 2–3 | 1–3 | 0–3 | 2–0 | 0–2 | 2–1 | 0–1 | 3–1 | 0–2 | 3–0 | 0–1 | 0–1 | 0–3 | 3–3 |
| Cercle Brugge    | 1–2 | 0–1 | 2–0 |     | 1–2 | 2–0 | 1–2 | 2–2 | 2–2 | 2–0 | 3–1 | 1–1 | 0–1 | 2–0 | 0–1 | 1–1 | 0–3 | 3–1 |
| Royal Charleroi  | 1–3 | 1–1 | 5–2 | 5–0 |     | 0–1 | 3–0 | 2–0 | 0–0 | 1–1 | 0–2 | 0–3 | 1–0 | 2–0 | 0–0 | 0–0 | 0–3 | 3–0 |
| Club Brugge      | 2–2 | 4–1 | 3–2 | 1–1 | 2–0 |     | 2–2 | 3–1 | 1–2 | 2–0 | 2–0 | 1–1 | 3–0 | 3–2 | 2–0 | 2–2 | 0–0 | 3–0 |
| Eupen            | 1–1 | 0–1 | 1–0 | 0–2 | 0–4 | 1–3 |     | 3–2 | 0–1 | 2–2 | 1–1 | 3–1 | 0–2 | 1–2 | 2–1 | 0–2 | 2–3 | 1–1 |
| Genk             | 1–0 | 1–1 | 4–1 | 1–1 | 4–2 | 2–3 | 5–0 |     | 0–3 | 2–0 | 4–1 | 4–0 | 3–4 | 3–0 | 0–1 | 2–0 | 1–1 | 2–0 |
| Gent             | 1–0 | 0–1 | 2–2 | 2–1 | 2–3 | 6–1 | 2–0 | 1–0 |     | 2–2 | 2–0 | 5–0 | 1–1 | 4–0 | 2–1 | 3–1 | 0–2 | 2–1 |
| Kortrijk         | 2–3 | 0–2 | 1–1 | 0–2 | 2–2 | 0–1 | 1–1 | 1–2 | 1–0 |     | 2–2 | 2–1 | 1–0 | 2–0 | 1–3 | 0–1 | 2–3 | 5–0 |
| Mechelen         | 0–1 | 3–2 | 3–2 | 2–2 | 2–2 | 2–1 | 1–3 | 1–1 | 4–3 | 3–2 |     | 2–0 | 3–0 | 2–0 | 0–1 | 3–1 | 3–1 | 2–2 |
| OH Leuven        | 0–0 | 0–1 | 0–0 | 3–2 | 1–1 | 1–4 | 1–4 | 2–1 | 0–1 | 2–1 | 5–0 |     | 1–0 | 1–3 | 4–1 | 2–1 | 1–4 | 1–1 |
| Oostende         | 2–2 | 1–2 | 3–1 | 2–1 | 0–3 | 1–3 | 2–1 | 0–4 | 1–0 | 0–2 | 2–4 | 1–3 |     | 2–2 | 0–0 | 1–0 | 1–7 | 0–2 |
| Seraing          | 0–5 | 0–1 | 2–1 | 2–1 | 1–3 | 0–5 | 0–0 | 0–2 | 0–0 | 0–2 | 1–0 | 1–1 | 2–3 |     | 2–0 | 0–1 | 0–4 | 5–1 |
| Sint-Truiden     | 2–2 | 2–1 | 3–2 | 1–2 | 0–1 | 1–2 | 2–0 | 1–2 | 2–1 | 0–2 | 1–1 | 2–0 | 1–1 | 3–1 |     | 3–0 | 1–2 | 1–3 |
| Standard Liège   | 0–1 | 2–5 | 1–0 | 1–1 | 0–3 | 2–2 | 1–0 | 1–1 | 0–1 | 1–1 | 1–2 | 2–2 | 1–0 | 0–1 | 1–2 |     | 1–3 | 0–1 |
| Royal Union SG   | 1–0 | 1–2 | 5–0 | 3–2 | 4–0 | 0–1 | 0–0 | 2–1 | 0–0 | 2–0 | 2–0 | 1–3 | 1–1 | 4–2 | 0–1 | 4–0 |     | 2–1 |
| Zulte Waregem    | 1–2 | 2–1 | 2–0 | 2–4 | 2–2 | 0–4 | 3–0 | 2–6 | 1–2 | 2–2 | 3–2 | 1–1 | 0–0 | 1–0 | 0–2 | 1–2 | 0–2 |     |

1. ↑  KV Mechelen zdecydował się nie wysyłać drużyny na mecz wyjazdowy z OH Leuven. Powodem była nieobecności dwóch bramkarzy z powodu zakażeń koronawirusem. Prośba klubu o przełożenie meczu została odrzucona, argumentowano to możliwością powołania trzeciego bramkarza. Mechelen się nie zgodził. Ponieważ były to zasady uzgodnione (we wszystkich klubach), Mechelen został ukarany walkowerem 5:0[4]. Komisja dyscyplinarna ds. zawodowej piłki nożnej na początku lutego 2022 uznała jednak, że przepis ten narusza zasady równości społecznej ze względu na dyskryminację na wiek, nakazując powtórzenie meczu[5]. OH Leuven odwołał się jednak od tej decyzji do Belgijskiego Sądu Arbitrażowego ds. Sportu, który ostatecznie wydał orzeczenie na jego korzyść, przyznając drużynie zwycięstwo 5:0 walkowerem[6].
2. ↑  Mecz pomiędzy Royal Union SG i Beerschot został przerwany w 82. minucie przy stanie 0:0 po tym, jak kibice drużyny gości rzucali na boisko przedmiotami (w tym materiałami pirotechnicznymi), a część z nich wspięła się na barierki, aby rozpocząć bójkę z kibicami gospodarzy[7]. 16 kwietnia komisja dyscyplinarna zawodowej piłki nożnej ustaliła, że Union SG wygra mecz walkowerem 5:0, gdyż było oczywiste, że za nieprawidłowości prowadzące do przedwczesnego zakończenia meczu odpowiadają kibice drużyny gości[8].

## Faza finałowa
Punkty zdobyte w sezonie zasadniczym zostały zmniejszone o połowę (i zaokrąglone w górę) przed rozpoczęciem fazy play-off. Zwycięzca Play-off II miał pierwotnie zagrać z czwartą w tabeli drużyną Play-off I, aby określić, która drużyna zakwalifikuje się do drugiej rundy kwalifikacyjnej Ligi Konferencji Europy UEFA 2022/23. Ponieważ jednak Gent zdobył zarówno Puchar Belgii 2021/22 (tym samym kwalifikując się już do Ligi Europy UEFA 2022/23), jak i wygrał Play-off II, czwarty w tabeli zespół Play-off I automatycznie zakwalifikował się do Ligi Konferencji Europy.
| Play-off I  |                    |   |   |   |   |    |    |    |    |    |                                                       |  |     |     |     |     |     |     |     |     |
| 1           | Club Brugge (M)    | 6 | 4 | 2 | 0 | 8  | 2  | +6 | 36 | 50 | Liga Mistrzów UEFA • Faza grupowa                     |  |     | 1–0 | 1–1 | 1–0 |     |     |     |     |
| 2           | Royal Union SG (Z) | 6 | 2 | 1 | 3 | 5  | 5  | 0  | 39 | 46 | Liga Mistrzów UEFA • III runda kwalifikacyjna         |  | 0–2 |     | 3–1 | 0–1 |     |     |     |     |
| 3           | Anderlecht         | 6 | 2 | 2 | 2 | 8  | 7  | +1 | 32 | 40 | Liga Konferencji Europy UEFA III runda kwalifikacyjna |  | 0–0 | 0–2 |     | 2–1 |     |     |     |     |
| 4           | Royal Antwerp      | 6 | 1 | 1 | 4 | 3  | 10 | −7 | 32 | 36 | Liga Konferencji Europy UEFA II runda kwalifikacyjna  |  | 1–3 | 0–0 | 0–4 |     |     |     |     |     |
| Play-off II |                    |   |   |   |   |    |    |    |    |    |                                                       |  |     |     |     |     |     |     |     |     |
| 5           | Gent (P)           | 6 | 4 | 0 | 2 | 9  | 5  | +4 | 31 | 43 | Liga Europy UEFA • Runda play-off                     |  |     |     |     |     |     | 0–1 | 1–2 | 1–0 |
| 6           | Genk               | 6 | 3 | 2 | 1 | 10 | 8  | +2 | 26 | 37 |                                                       |  |     |     |     |     | 0–2 |     | 3–2 | 4–2 |
| 7           | Royal Charleroi    | 6 | 2 | 1 | 3 | 10 | 12 | −2 | 27 | 34 |                                                       |  |     |     |     | 1–3 | 2–2 |     | 3–2 |     |
| 8           | Mechelen           | 6 | 1 | 1 | 4 | 6  | 10 | −4 | 26 | 30 |                                                       |  |     |     |     | 1–2 | 0–0 | 1–0 |     |     |

## Baraż o Jupiler Pro League
Seraing wygrał w dwumeczu z RWD Molenbeek 1-0 baraż o miejsce w Eerste klasse na sezon 2022/2023.
| 23 kwietnia 2022 | RWD Molenbeek | 0:1   | Seraing                |                                                                                     |
| 18:30 CEST       |               | (0:1) | 45' Georges Mikautadze | Stade Edmond Machtens, Molenbeek-Saint-Jean Widzów: 8100 Sędzia: Bram Van Driessche |

| 30 kwietnia 2022 | Seraing | 0:0   | RWD Molenbeek |                                                               |
| 20:45 CEST       |         | (0:0) |               | Stade du Pairay, Seraing Widzów: 7200 Sędzia: Jonathan Lardot |

## Najlepsi strzelcy
| Bramki | Strzelcy             | Drużyna         |
| ------ | -------------------- | --------------- |
| 26     | Deniz Undav          | Royal Union SG  |
| 24     | Michael Frey         | Antwerp         |
| 21     | Paul Onuachu         | Genk            |
| 21     | Tarik Tissoudali     | Gent            |
| 17     | Jelle Vossen         | Zulte Waregem   |
| 16     | Joshua Zirkzee       | Anderlecht      |
| 15     | Nikola Storm         | Mechelen        |
| 14     | Charles De Ketelaere | Club Brugge     |
| 14     | Dante Vanzeir        | Royal Union SG  |
| 13     | Hugo Cuypers         | Mechelen        |
| 13     | Zinho Gano           | Zulte Waregem   |
| 13     | Shamar Nicholson     | Royal Charleroi |
| 13     | Faïz Selemani        | Kortrijk        |

Źródło: .

## Stadiony
| Anderlecht                  |
| --------------------------- |
| Stade Constant Vanden Stock |
|                             |

| Antwerp       |
| ------------- |
| Bosuilstadion |
|               |

| Beerschot         |
| ----------------- |
| Olympisch Stadion |
|                   |

| Cercle Brugge Club Brugge |
| ------------------------- |
| Jan Breydel Stadion       |
|                           |

| Royal Charleroi            |
| -------------------------- |
| Stade du Pays de Charleroi |
|                            |

| Eupen           |
| --------------- |
| Kehrweg-Stadion |
|                 |

| Genk         |
| ------------ |
| Cegeka Arena |
|              |

| Gent           |
| -------------- |
| Ghelamco Arena |
|                |

| Kortrijk             |
| -------------------- |
| Guldensporen Stadion |
|                      |

| Mechelen          |
| ----------------- |
| Achter de Kazerne |
|                   |

| Oostende   |
| ---------- |
| Diaz Arena |
|            |

| OH Leuven         |
| ----------------- |
| Stadion Den Dreef |
|                   |

| Union SG            |
| ------------------- |
| Stade Joseph Marien |
|                     |

| Seraing         |
| --------------- |
| Stade du Pairay |
|                 |

| Sint-Truiden |
| ------------ |
| Stayen       |
|              |

| Standard Liège         |
| ---------------------- |
| Stade Maurice Dufrasne |
|                        |

| Zulte Waregem    |
| ---------------- |
| Regenboogstadion |
|                  |

Źródło: .